# Maurice Leggett
Maurice Lamar Leggett (McKeesport, 2 ottobre 1986) è un giocatore di football americano statunitense che è attualmente free agent.

## Carriera universitaria
Ha giocato con i Valdosta State Blazers squadra rappresentativa dell'università Valdosta State.

## Carriera professionistica

### Kansas City Chiefs
Al draft NFL 2008 non è stato selezionato ma poi è stato preso dai rookie non selezionati dai Kansas City Chiefs. Ha debuttato nella NFL il 7 settembre 2008 contro i New England Patriots indossando la maglia numero 31.
Nella stagione successiva dopo 10 partite il 25 novembre 2009 è stato messo sulla lista infortunati a causa di un infortunio alla spalla.
Il 4 settembre 2010 è stato messo sulla lista infortunati per la seconda volta a causa dell'infortunio al ginocchio durante la partita di preseason contro i Pittsburgh Steelers, saltando interamente la stagione 2010.

## Statistiche
Legenda: PG=Partite giocate PT=Partite da titolare TT=Tackle T=Tackle TA=Tackle assistito S=Sack I=Intercetto YI=Yard su intercetto TI=Touchdown su intercetto D=Deviazioni difensive FF=Fumble forzato F=Fumble subito FR=Fumble recuperato YF=Yard su fumble recuperato TF=Touchdown su fumble recuperato K=Kick off ritornati YK=Yard su kick off FK=Fumble su kick off P=Punt ritornati YP=Yard su punt ritornati FC=Faircatch su punt FP=Fumble su punt.

### Stagione regolare
| Stagione | Squadra            | PG | PT | TT | T  | TA | S | I | YI | TI | D | FF | F | FR | YF | TF | K | YK  | FK | P | YP | FC | FP |
| -------- | ------------------ | -- | -- | -- | -- | -- | - | - | -- | -- | - | -- | - | -- | -- | -- | - | --- | -- | - | -- | -- | -- |
| 2008     | Kansas City Chiefs | 12 | 3  | 37 | 32 | 5  | 0 | 1 | 27 | 1  | 6 | 0  | 1 | 1  | 67 | 1  | 5 | 103 | 1  | 0 | 0  | 0  | 0  |
| 2009     | Kansas City Chiefs | 10 | 1  | 17 | 16 | 1  | 0 | 0 | 0  | 0  | 5 | 0  | 1 | 2  | 0  | 0  | 0 | 0   | 0  | 5 | 13 | 1  | 1  |

### Record personali in una stagione
Legenda: TT=Tackle totali S=Sack I=Intercetti FF=Fumble forzati FR=Fumble recuperati
| TT       | S | I       | FF | FR      |
| -------- | - | ------- | -- | ------- |
| 37 ('08) | - | 1 ('08) | -  | 2 ('09) |